# Muriaux
Muriaux är en ort och kommun i distriktet Franches-Montagnes i kantonen Jura, Schweiz. Kommunen har 508 invånare (2023).
Den 1 januari 2009 inkorporerades kommunen Le Peuchapatte med 37 invånare. Le Peuchapatte utgör en exklav, det vill säga att dess område ligger åtskilt från övriga delar av kommunen.